# Sacramento Kings 2003-2004
La stagione 2003-04 dei Sacramento Kings fu la 55ª nella NBA per la franchigia.
I Sacramento Kings arrivarono secondi nella Pacific Division della Western Conference con un record di 55-27. Nei play-off vinsero il primo turno con i Dallas Mavericks (4-1), perdendo poi la semifinale di conference con i Minnesota Timberwolves (4-3).

## Roster
| N° | Naz.                           | Ruolo | Sportivo           | Anno | Alt. | Peso |
| -- | ------------------------------ | ----- | ------------------ | ---- | ---- | ---- |
| 3  | Stati Uniti (bandiera)         | A     | Gerald Wallace     | 1982 | 201  | 98   |
| 4  | Stati Uniti (bandiera)         | AC    | Chris Webber       | 1973 | 206  | 111  |
| 8  | Stati Uniti (bandiera)         | G     | Anthony Peeler     | 1969 | 193  | 94   |
| 10 | Stati Uniti (bandiera)         | G     | Mike Bibby         | 1978 | 185  | 86   |
| 13 | Stati Uniti (bandiera)         | GA    | Doug Christie      | 1970 | 198  | 91   |
| 16 | Serbia e Montenegro (bandiera) | GA    | Predrag Stojaković | 1977 | 206  | 100  |
| 21 | Serbia e Montenegro (bandiera) | C     | Vlade Divac        | 1968 | 216  | 110  |
| 24 | Stati Uniti (bandiera)         | G     | Bobby Jackson      | 1973 | 185  | 84   |
| 25 | Lituania (bandiera)            | A     | Darius Songaila    | 1978 | 206  | 112  |
| 32 | Stati Uniti (bandiera)         | GA    | Rodney Buford      | 1977 | 196  | 86   |
| 34 | Stati Uniti (bandiera)         | A     | Tony Massenburg    | 1967 | 206  | 100  |
| 52 | Stati Uniti (bandiera)         | C     | Brad Miller        | 1976 | 211  | 111  |
| 55 | Stati Uniti (bandiera)         | C     | Jabari Smith       | 1977 | 211  | 113  |

## Staff tecnico
- Allenatore: Rick Adelman
- Vice-allenatori: Bubba Burrage, Pete Carril, Elston Turner, John Wetzel